# Arrondissement Aat
Het arrondissement Aat is een van de zeven arrondissementen van de Belgische provincie Henegouwen. Het arrondissement heeft een oppervlakte van 667,94 km² en telde 130.759 inwoners op 1 januari 2025.
Het arrondissement is enkel een bestuurlijk arrondissement. Gerechtelijk behoort dit tot het gerechtelijk arrondissement Henegouwen.

## Geschiedenis
Het arrondissement Aat ontstond in 1818 door het samenvoegen van het kanton Chièvres uit het arrondissement Bergen met de kantons Aat, Elzele, Frasnes en Quevaucamps uit het arrondissement Doornik.
In 1952 werd de gemeente Œudeghien aangehecht van het arrondissement Zinnik.
Bij de definitieve vaststelling van de taalgrens in 1963 werd de gemeente Everbeek samen met gebiedsdelen van Elzele en Vloesberg afgestaan aan het arrondissement Oudenaarde.
In 1971 werd de toen opgeheven gemeente Wattripont aangehecht van het arrondissement Doornik.
In 1977 werden de toen opgeheven gemeente Cambron-Casteau aangehecht van het arrondissement Bergen en de toen opgeheven gemeenten Blaton, Ligne en Montroeul-au-Bois werden aangehecht van het arrondissement Doornik. Aan datzelfde arrondissement werden de gemeenten Fouleng, Gondregnies en Hellebecq afgestaan en aan het arrondissement Zinnik werden Blicquy en Tourpes afgestaan.
In 2019 werden de steden Edingen, Lessen en Opzullik aangehecht van het arrondissement Zinnik.

## Gemeenten en deelgemeenten
Gemeenten:
| - Aat (Ath) (stad) - Belœil (Belle) - Bernissart - Brugelette - Chièvres (stad) - Edingen (Enghien) (stad) |

| - Elzele (Ellezelles) - Frasnes-lez-Anvaing - Lessen (Lessines) (stad) - Opzullik (Silly) - Vloesberg (Flobecq) |

Deelgemeenten:
| - Aat (Ath) - Anvaing - Arbre - Arc-Ainières - Attre - Aubechies - Basècles - Belœil - Bernissart - Blaton - Bouvignies - Brugelette - Buissenal - Cambron-Casteau - Chièvres - Cordes - Dergneau - Edingen (Enghien) - Ellignies-Sainte-Anne - Elzele (Ellezelles) - Forest - Fouleng - Frasnes-lez-Buissenal - Gages - Gellingen (Ghislenghien) - Ghoy - Gibecq - Gondregnies |

| - Grandglise - Graty - Grosage - Hacquegnies - Harchies - Hellebecq - Herquegies - Houtaing - Hove (Hoves) - Huissignies - Irchonwelz - Isières - Ladeuze - Lahamaide - Lanquesaint - Lessen (Lessines) - Lessenbos (Bois-de-Lessines) - Lettelingen (Petit-Enghien) - Ligne - Maffle - Mainvault - Mark (Marcq) - Meslin-l'Évêque - Mévergnies-lez-Lens - Montrœul-au-Bois - Moulbaix - Moustier |

| - Œudeghien - Opzullik (Silly) - Ormeignies - Ogy - Ostiches - Papegem (Papignies) - Pommerœul - Quevaucamps - Ramegnies - Rebaix - Saint-Sauveur - Stambruges - Thoricourt - Thumaide - Tongre-Notre-Dame - Tongre-Saint-Martin - Twee-Akren (Deux-Acren) - Ville-Pommerœul - Villers-Notre-Dame - Villers-Saint-Amand - Vloesberg (Flobecq) - Wadelincourt - Wannebecq - Wattripont - Wodecq - Woelingen (Ollignies) - Zullik (Bassilly) |

## Demografische evolutie
- Bron: NIS - Opm: 1830 t/m 1980=volkstellingen op 31 december; vanaf 1990= inwoneraantal per 1 januari
- 2020: De sterke toename van het aantal inwoners in 2020 t.o.v. 2010 is toe te schrijven aan de overheveling op 1 januari 2019 van de gemeenten Edingen (Enghien), Lessen (Lessines) en Opzullik (Silly) van het arrondissement Zinnik naar het arrondissement Ath.

| Inwoners van jaar tot jaar op 1 januari 1992 tot heden | Inwoners van jaar tot jaar op 1 januari 1992 tot heden | Inwoners van jaar tot jaar op 1 januari 1992 tot heden | Inwoners van jaar tot jaar op 1 januari 1992 tot heden |
| Jaar                                                   | Aantal                                                 | Evolutie: 1992=index 100                               | Evolutie: 2019=index 100                               |
| ------------------------------------------------------ | ------------------------------------------------------ | ------------------------------------------------------ | ------------------------------------------------------ |
| 1992                                                   | 77.171                                                 | 100,0                                                  |                                                        |
| 1993                                                   | 77.368                                                 | 100,3                                                  |                                                        |
| 1994                                                   | 77.539                                                 | 100,5                                                  |                                                        |
| 1995                                                   | 77.828                                                 | 100,9                                                  |                                                        |
| 1996                                                   | 78.117                                                 | 101,2                                                  |                                                        |
| 1997                                                   | 78.351                                                 | 101,5                                                  |                                                        |
| 1998                                                   | 78.436                                                 | 101,6                                                  |                                                        |
| 1999                                                   | 78.694                                                 | 102,0                                                  |                                                        |
| 2000                                                   | 79.085                                                 | 102,5                                                  |                                                        |
| 2001                                                   | 79.372                                                 | 102,9                                                  |                                                        |
| 2002                                                   | 79.840                                                 | 103,5                                                  |                                                        |
| 2003                                                   | 80.147                                                 | 103,9                                                  |                                                        |
| 2004                                                   | 80.302                                                 | 104,1                                                  |                                                        |
| 2005                                                   | 80.567                                                 | 104,4                                                  |                                                        |
| 2006                                                   | 81.007                                                 | 105,0                                                  |                                                        |
| 2007                                                   | 81.825                                                 | 106,0                                                  |                                                        |
| 2008                                                   | 82.665                                                 | 107,1                                                  |                                                        |
| 2009                                                   | 83.129                                                 | 107,7                                                  |                                                        |
| 2010                                                   | 83.752                                                 | 108,5                                                  |                                                        |
| 2011                                                   | 84.493                                                 | 109,5                                                  |                                                        |
| 2012                                                   | 84.958                                                 | 110,1                                                  |                                                        |
| 2013                                                   | 85.324                                                 | 110,6                                                  |                                                        |
| 2014                                                   | 85.769                                                 | 111,1                                                  |                                                        |
| 2015                                                   | 86.167                                                 | 111,7                                                  |                                                        |
| 2016                                                   | 86.515                                                 | 112,1                                                  |                                                        |
| 2017                                                   | 86.719                                                 | 112,4                                                  |                                                        |
| 2018                                                   | 86.782                                                 | 112,5                                                  |                                                        |
| 2019                                                   | 127.915                                                | 165,8                                                  | 100,0                                                  |
| 2020                                                   | 128.468                                                | 166,5                                                  | 100,4                                                  |
| 2021                                                   | 128.610                                                | 166,7                                                  | 100,5                                                  |
| 2022                                                   | 129.409                                                | 167,7                                                  | 101,2                                                  |
| 2023                                                   | 130.158                                                | 168,7                                                  | 101,8                                                  |
| 2024                                                   | 130.448                                                | 169,0                                                  | 102,0                                                  |
| 2025                                                   | 130.759                                                | 169,0                                                  | 102,2                                                  |

Aalst · Aarlen · Aat · Antwerpen · Bastenaken · Bergen · Borgworm · Brugge · Brussel-Hoofdstad · Charleroi · Dendermonde · Diksmuide · Dinant · Doornik-Moeskroen · Eeklo · Gent · Halle-Vilvoorde · Hasselt · Hoei · Ieper · Kortrijk · La Louvière · Leuven · Luik · Maaseik · Marche-en-Famenne · Mechelen · Namen · Neufchâteau · Nijvel · Oostende · Oudenaarde · Philippeville · Roeselare · Sint-Niklaas · Thuin · Tielt · Tongeren · Turnhout · Verviers · Veurne · Virton · Zinnik